# 't Kasteeltje (Leiden)
 't Kasteeltje is een woonhuis bij de Trekvliet in de Leidse wijk Vreewijk, dat gesitueerd is op een eilandje. Het tweelaagse huis met een vierkante plattegrond is gebouwd in rode strengperssteen en gedekt met een schilddak. Daarbovenuit steekt een op de zuidwesthoek gelegen, veelhoekige, drielaagse torenaanbouw. Kenmerkend zijn verder de met enige rondbogen geopende loggia op de eerste verdieping van de zuidoosthoek en een erker in het westen.
De in Leiden zeer actieve aannemer Botermans bouwde het huis, dat in 1911 werd voltooid. In 1913 kreeg het ontwerp een eervolle vermelding in een gevelwedstrijd die was uitgeschreven door het B & W in Leiden.

## Margarethe von Uexküll Guldenbandt
Het rijksmonument werd gebouwd naar een ontwerp van Margarethe Nieuwenhuis, Barones Von Uexküll Guldenbandt (1873–1970). Zij was geboren in Kaunas (Litouwen) in een adellijke familie van Duits-Baltische oorsprong. In meerdere artikelen in onder andere Leidsch Dagblad en NRC beschreef ze haar leven. Haar vader was ingenieur in dienst van tsaar Nicolaas II en opgeleid aan de cadetten- en ingenieursschool bij de Hermitage in St.Petersburg. Hij bouwde verdedigingswerken in onder meer Kaunas en Riga. Ze studeerde als een van de eerste vrouwen aan de Technische Hochschule in Zürich, waar Einstein en diens latere vrouw Mileva Marić haar medestudenten waren. Na haar wetenschappelijke promotie in de botanie in 1900 vertrok ze naar Buitenzorg op Java voor verder wetenschappelijk onderzoek. Daar ontmoette ze haar toekomstige man Anton Nieuwenhuis (1864–1953), een legerarts, die meerdere expedities op Borneo had voltooid. Bij de Borneo-expeditie van 1893–1994 had hij gebruiksvoorwerpen van de Dajaks en veel planten verzameld voor de Treubmaatschappij. Daarna doorkruiste hij als eerste Europeaan Borneo in oost-westrichting. Terug in Nederland werd hij aan de Universiteit Leiden de eerste hoogleraar in de land- en volkenkunde.
Het eiland aan het eind van de Trekvliet en de Jan van Goyenkade werd gekocht van de dahlia-en seringenkweker Kriest met het doel om hier experimenten met goudsbloemen uit te voeren. In de Hortus was dat niet mogelijk sinds de barones ruzie met de prefect had gekregen. Later besloten zij en haar man er hun huis te bouwen. In mei 1911 werd de eerste steen gelegd.
In de Eerste Wereldoorlog zette M. von Uexküll Guldenbandt een gaarkeuken in Leiden op. Tegen het eind van de oorlog en erna begon ze transporten te organiseren om ondervoede kinderen uit Duitsland in Nederland te laten aansterken. Onder haar hoede en in samenwerking met het Rode Kruis zijn er zo'n zestigduizend naar Nederland gezonden en door gezinnen opgevangen om bij te komen van de verschrikkingen. Om hiervoor geld te genereren werden met behulp van vrijwilligers bazaars georganiseerd, maar ook werden daartoe beroemde koren naar Nederland gehaald, waaronder het Dresdner Kreutzkoor.

## Einstein
Albert Einstein was een regelmatige gast bij de buren in het Ehrenfesthuis. Maar ook op 't Kasteeltje kwam hij zo nu en dan langs bij zijn oud-klasgenote van de Polytechnische School in Zürich. Haar cijfers waren over de hele linie een halve punt hoger dan die van de grote geleerde, vertelde ze later.

## Ons Eiland
Het huis werd door de familie Nieuwenhuis 'Ons Eiland' genoemd vanwege de situering. Het is het enige huis op een driehoekig perceel van 3200 vierkante meter, dat aan drie kanten grenst aan water: de Vliet aan de oostkant en de Trekvaart in het westen. Aan de noordkant loopt een korte gracht die het perceel scheidt van de buren. Overigens is het in strikte zin geen eiland maar een schiereiland: over de oostkant liep en loopt de Jan van Goyenkade, met aan de noordkant een landverbinding en aan de zuidkant de Wouterenbrug.
Na de Tweede Wereldoorlog kreeg het van de buurtbewoners de bijnaam 't Kasteeltje. In eerste instantie wilde Margaretha op iedere hoek een torentje laten bouwen, waardoor het huis een waar kasteeltje zou zijn geworden. Juist om deze reden kreeg ze voor dit ontwerp geen toestemming van de gemeente. Het huis heeft een bijzondere fundering: die is niet geheid, maar in geboorde gaten gesteld, een zogenaamde stapelfundering, die bestaat uit taps toelopende blokken.
Tijdens de Tweede Wereldoorlog werd de kelder benoemd tot officiële schuilkelder van de gemeente. Als voorzieningen werden er toen toiletten en banken in gebouwd en om de paar meter zware betonnen palen van de Leidse betonwarenfabriek Wernink.
In het huis staan nog ledenradiatoren met art-nouveau-reliëfs van de N.V. Rotterdamsche Centrale Verwarmings Maatschappij. Op zolder en in het souterrain zijn in een latere fase kamers gebouwd. De badkamer op de eerste verdieping is verbouwd tot keuken.

## Familiekroniek  en autobiografie
Een familiekroniek over de bewoners van 't Kasteeltje was voor 2011 gepland ter gelegenheid van het feit dat Margarethe Nieuwenhuis-von Uexkull Güldenbandt en haar man Anton Nieuwenhuis het huis toen honderd jaar geleden ontwierpen en bouwden. Opdrachtgeefster was kleindochter en bewoonster Marja Herfst, die ook het familiearchief beschikbaar stelde. In 2024 publiceerde Marja Herfst ook de autobiografie van baronesse M. Nieuwenhuis-von Uexküll Guldenbandt.